# Michael S. Steele
Michael Stephen Steele (Andrews Air Force Base, 19 de outubro de 1958) é um advogado e político estadunidense, atual presidente do Comitê Nacional do Partido Republicano (equivalente a presidente de partido), sendo o primeiro afro-americano a ocupar o posto. Foi vice-governador de Maryland de 2003 a 2007.